# 3e arrondissement de Bangui
Pour les articles homonymes, voir 3e arrondissement.
Le 3e arrondissement de Bangui est une subdivision administrative de la ville de Bangui, située dans la partie centre-ouest de la capitale centrafricaine. Avec près de cent mille habitants, il est un des plus peuplés de Bangui.

## Situation
Le 3e arrondissement est délimité au nord par l’avenue de France, qui le sépare du 5e arrondissement, à l’est par la rue Yakité qui le sépare du 2e arrondissement, au sud par l’avenue Barthélemy Boganda, qui le sépare du 6e arrondissement. A l’ouest, il borde l’aéroport Bangui-Mpoko.
Il est traversé du nord au sud par l’avenue du lieutenant-Koudoukou.

## Quartiers
L’arrondissement est constitué de 31 quartiers officiels : Banga Sara 1, Banga Sara 2, Bea-Rex, Boulata, Camerounais Nord, Camerounais-Douala, Camp Des Castors, Fatima 2, Fondo, Foulbe, Gbaya-Dombia, Gbaya km5, Issongo, Kina, Kokoro 1, Kokoro 2, Kokoro 3, Kokoro 4, Kokoro 5, Kpetene 1, Mamadou M'Baiki, Ouham 2, Ouham-Pende 2-Raman, Potopoto Ville 1 Sou, Sambo, Sangha-Bibale, Sara-Dah, Sara-Kabba, Senegalais Km5, Yakite-Dado, Yalowa, Yambassa.

### Le quartier Km5
Le quartier désigné sous le nom de Km5, PK5 ou encore « Cinq-Kilos »[pas clair], est le quartier musulman de Bangui, longtemps connu pour le dynamisme de sa population, sa diversité et sa densité. Il s'est développé autour du marché Mamadou M'baïki créé en 1914.
Avant la crise de 2013, le marché PK5 ou marché central était celui où la population la plus modeste venait faire ses achats et était considéré comme le poumon économique de la Centrafrique, là où transitent traditionnellement tous les produits venant du Cameroun voisin, l’une des seules voies d’approvisionnement du pays.
Le déclenchement de la troisième guerre civile, de 2013 à 2014, qui oppose notamment les milices de la Seleka, à majorité musulmane et qui a pris le contrôle de Bangui en mars 2013, à des groupes d'auto-défense chrétiens et animistes, les anti-balaka, fait des musulmans, dont les habitants de PK5, la cible de ces derniers, qui les accusent de soutenir activement la Séléka.
Dans ce contexte tendu, le quartier devient la zone où viennent se réfugier tous les musulmans dans la capitale centrafricaine. En 2014, on considérait qu'entre 1 000 et 2 000 personnes y étaient ainsi prises au piège
Le quartier, autour du rond-point des Nations unies, compte plusieurs mosquées, dont une des plus importantes est la mosquée Ali-Babolo.
Le 30 novembre 2015, le pape a visité le quartier en appelant à la réconciliation.
Le quartier est protégé par des milices d'auto-défense telles que « 50/50 » en 2016 ou encore celle du « général Force » (2018), qui sont devenues progressivement des mafias locales.

## Édifices et monuments
- Siège de la Coopérative de la Réforme sociale en RCA (ONG CRESCA)
- Lycée et collège de l'Institut de la Réforme sociale "IRESCA"
- École Sabilour Rachaad (ONG CRESCA)
- Marché PK5
- Marché Ngaoui
- Grande mosquée de Bangui, appelée aussi mosquée centrale
- Mosquée Al Attik
- École sabiloul falah (mosquée Al Attik)
- Mosquée Nour al-Islam, aussi appelée moquée Ali-Babolo
- École Nasreddine
- Église des frères Castors, quartier Castors 3
- Maison des jeunes des Castors
- Paroisse Sainte-Trinité des Castors, quartier Castors 2
- Église Notre-Dame de Fatima, quartier Fatima 2 Magale, siège de la paroisse catholique fondée en 1950.
- Église catholique Saint-Mathias, quartier Ouham-Guida

## Santé
L'arrondissement compte plusieurs formations sanitaires, dont le centre de santé urbain des Castors et le centre de santé urbain de Mamadou M'Baïki.

## Représentation politique
La 3e arrondissement de Bangui est constitué de trois circonscriptions électorales législatives.
| Date d'élection | Identité               | Parti       | notes               |                              |
| --------------- | ---------------------- | ----------- | ------------------- | ---------------------------- |
| 2016            | Anatole Koué           | RDC         | 1re circonscription |                              |
| 2016            | Abdou Karim Meckassoua | indépendant | 2e circonscription  |                              |
| 2016            | Henri Tago             | indépendant | 3e circonscription  | Maire du 3em Tairou BALaDODO |